# Футбольний клуб
Футбольний клуб — спортивний клуб, який бере участь у футбольних змаганнях.
Крім власне футболістів-гравців, до складу клубу входять тренер і його помічники, менеджери клубу, лікарі та інший персонал. У стандартному футболі польова команда складається з одинадцяти гравців — десяти «польових» і воротаря.
Володіння футбольним клубом у наш час[коли?] може бути прибутковим бізнесом. Одному клубу може належати декілька команд, які виступають у різних лігах та вікових категоріях, юнацька команда, спортивні школи, стадіон і тренувальна база.
- Список футбольних команд України
- Список найкращих футбольних клубів 20 століття за версією ФІФА